# 이원재 (1978년 11월)
이원재(1978년 11월 29일 ~)는 대한민국의 배우이다.

## 학력
- 중부대학교 연극영화학과

## 출연 작품

### 영화
- 《식객》 (2007년)
- 《상사부일체 - 두사부일체 3》 (2007년) - 복면 사내 역
- 《추격자》 (2008년) - 프로방스 남종업원 역
- 《해결사》 (2010년) - 광장앞 경찰 역
- 《군사통제구역 팔이공지대》 (2013년) - 중대장 역
- 《청춘학당: 풍기문란 보쌈 야사》 (2014년) - 상거지 역

## 수상
- 2014년 K스타상 뉴스타상